# Radoš Bulatović
Radenko “Radoš” Bulatović (serbisch-kyrillisch Раденко "Радош" Булатовић, * 5. Juni 1984 in Titov Vrbas, SFR Jugoslawien, heute Serbien) ist ein serbischer Fußballspieler, der gegenwärtig beim Radnički Niš in der serbischen SuperLiga spielt.

## Karriere
Nachdem der 1,96 m große Verteidiger in seiner Jugend in Montenegro in der Jugendmannschaft des OFK Pljevlja gespielt hatte, kam er nach Serbien in die Jugendmannschaften von Hajduk Kula. Bald erkannte man seine Fähigkeiten und 2004 rückte er in die erste Mannschaft auf und wurde bald eine Säule der Abwehr. Mitte der Saison 2007/2008 wechselte er zum serbischen Verein Mladost Apatin, wo er bis Januar 2009 blieb. Dann schloss er sich dem Sevojno Užice an.
Sein Zweitliga-Club verlor 2009 das Pokalfinale gegen Partizan Belgrad, erwarb aber das Recht in der Europa League zu spielen. Mindestens ebenso wichtig war Ende der Saison 2009/2010 das Erreichen des zweiten Platzes in der 2. Liga und damit der Aufstieg in die serbische SuperLiga. 2011 verließ er Sevojno und spielte bis 2013 für mehrere Vereine. 2013 unterzeichnete er einen Vertrag beim serbischen Erstligisten Radnički Niš.